# Russ (rapper)
Russell Vitale (Secaucus, 26 de setembro de 1992), mais conhecido apenas como Russ, é um rapper, cantor, compositor e produtor musical americano. Ele é mais conhecido por seus singles "What They Want" e "Losin Control", que alcançaram a posição 83 e 63, respectivamente, no Billboard Hot 100.

## Vida pessoal
Russ nasceu em 26 de setembro de 1992 em Secaucus, Nova Jérsei. Russ nasceu em uma família americana-siciliana que incluía ele e outros três irmãos.  Ele também viveu na Carolina do Norte e em Kentucky, devido ao trabalho de seu pai sua família se mudou constantemente antes que  encontrasse um lar permanente na Geórgia. Russ aprendeu a tocar vários instrumentos com seu pai. Ele começou a escrever raps em seu caderno aos sete anos de idade e começou a fazer batidas quando tinha 14 anos. Ele gravou sua primeira música aos 18 anos de idade.   
Suas inspirações são G-Unit, 50 Cent e Eminem.